# Международный конкурс имени ван Вассенара
Международный конкурс имени ван Вассенара (англ. International Van Wassenaer Competition) — международный конкурс ансамблей старинной музыки, проходящий в Нидерландах начиная с 1986 года. До 1994 г. конкурс проходил ежегодно (с перерывом в 1990 г.), затем каждые два года (конкурс 2008 года был перенесён на 2009-й). В разные годы конкурсные программы проходили в Амстердаме, Гааге, Утрехте и Амерсфорте. Конкурс носит имя графа Унико Виллема ван Вассенара, нидерландского композитора XVIII века.

## Лауреаты
- 1986 — Super Librum (Нидерланды)
- 1987 — первая премия не присуждена
- 1988 — первая премия не присуждена
- 1989 — первая премия не присуждена
- 1991 — Оркестр Ребель (Нидерланды)
- 1992 — первая премия не присуждена
- 1993 — Musica Petropolitana (Россия)
- 1994 — первая премия не присуждена
- 1996 — первая премия не присуждена
- 1998 — Духовой октет «Амфион» (Швейцария)
- 2000 — первая премия не присуждена
- 2002 — Opera Quarta (Нидерланды)
- 2004 — Ансамбль Savadi (Швейцария—Германия—Латвия)
- 2006 — первая премия не присуждена
- 2009 — Ансамбль Tempo Rubato (Япония—Италия)